# Pleuroblepharidella
Pleuroblepharidella M.J. Wynne, 1980  é o nome botânico de um gênero de algas vermelhas pluricelulares da família Bonnemaisoniaceae.

## Sinonímia
- Pleuroblepharis M.J. Wynne, 1970

## Espécies
Atualmente 1 espécie é considerada taxonomicamente válida:
- Pleuroblepharidella japonica (Okamura) M.J. Wynne, 1980